# Paul Warburg

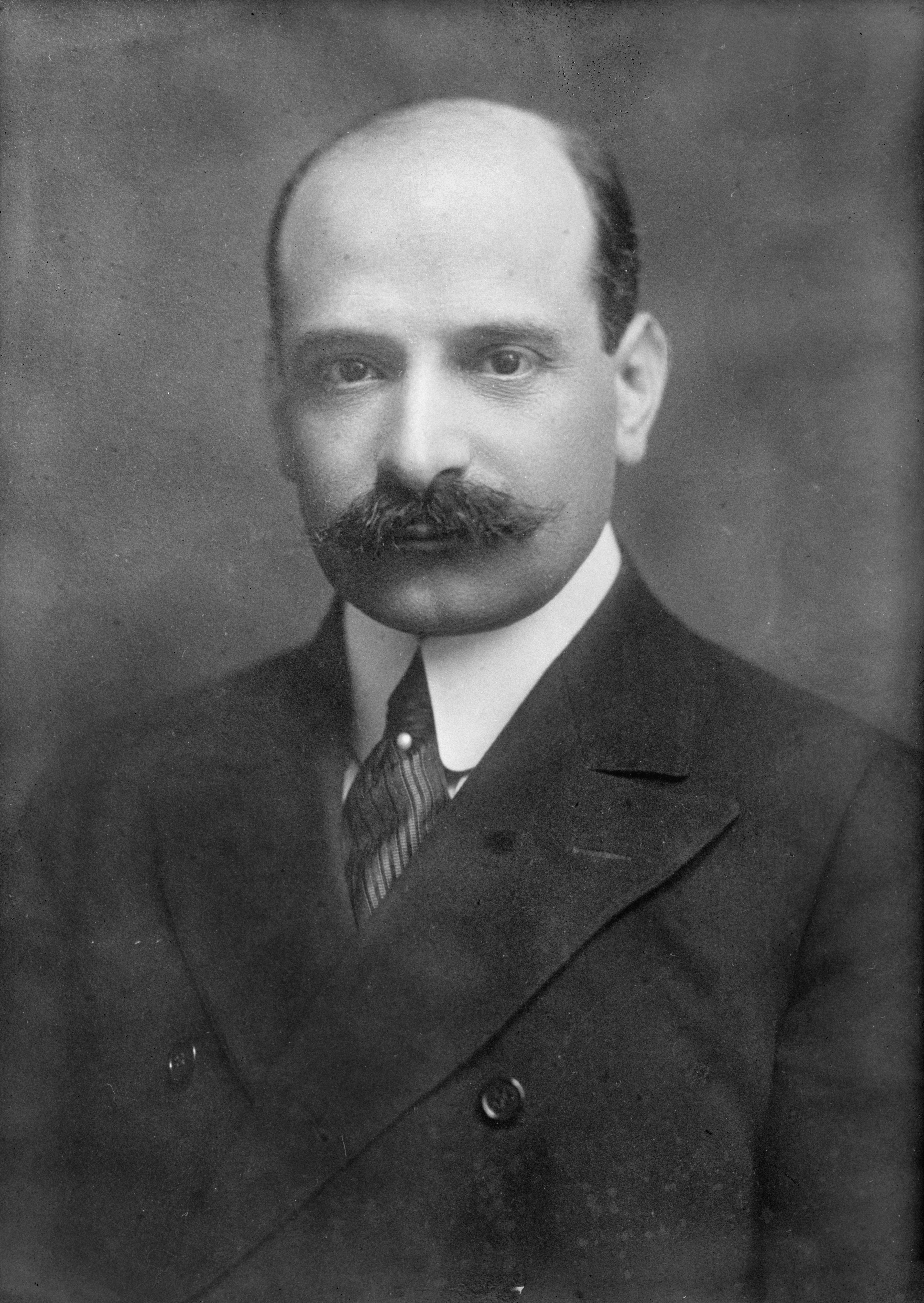

Paul Moritz Warburg (ur. 10 sierpnia 1868, zm. 24 stycznia 1932) – amerykański bankier pochodzący z Niemiec, jeden z projektantów prywatnego banku emisyjnego dolara USA, tzw. Fed.